# Йонас Зігенталер
Йонас Зігенталер (нім. Jonas Siegenthaler; 6 травня 1997, м. Цюрих, Швейцарія) — швейцарський хокеїст, захисник. Виступає за «ЦСК Лайонс» (Цюрих) у Національній лізі А.  
Один з топ-молодих гравців на драфті НХЛ 2015.
Вихованець хокейної школи СК «Цюрхер». Виступав за «ЦСК Лайонс» (Цюрих).
У чемпіонатах Швейцарії — 47 матчів (0+3), у плеф-оф — 18 матчів (0+2).
У складі молодіжної збірної Швейцарії учасник чемпіонату світу 2015. У складі юніорської збірної Швейцарії учасник чемпіонатів світу 2013, 2014 і 2015.